# Benjamin Lum
Pour les articles homonymes, voir Lum.
Benjamin Lum est un acteur américain né le 9 mai 1953 dans les îles Hawaï aux États-Unis, et décédé le 1er janvier 2002 à Los Angeles en Californie d'un cancer.

## Filmographie
- 1984 : Supercopter (série TV) : Loo (saison 2, épisode 10)
- 1985 : MacGyver (saison 1, épisode 2 "Le triangle d'or") : Truang
- 1993 : Seinfeld (Série TV) : Le facteur (saison 5, épisode 10)
- 1993 : New York Police Blues (Série TV) (saison 1, épisode 5)
- 1995 : Mariés, deux enfants (Série TV) : Sticky (saison 10, épisode 4 et 7)
- 1997 : Une nounou d'enfer (Série TV) : Ken (saison 5, épisode 13)
- 1997 : Les Dessous de Palm Beach (Série TV) : Lee Rembrandt Fat (saison 7, épisode 5)
- 1999 : Urgences (Série TV) (saison 6, épisode 3)
- 2000 : Bette (Série TV) (saison 1, épisode 10)